# 태양광 자동차

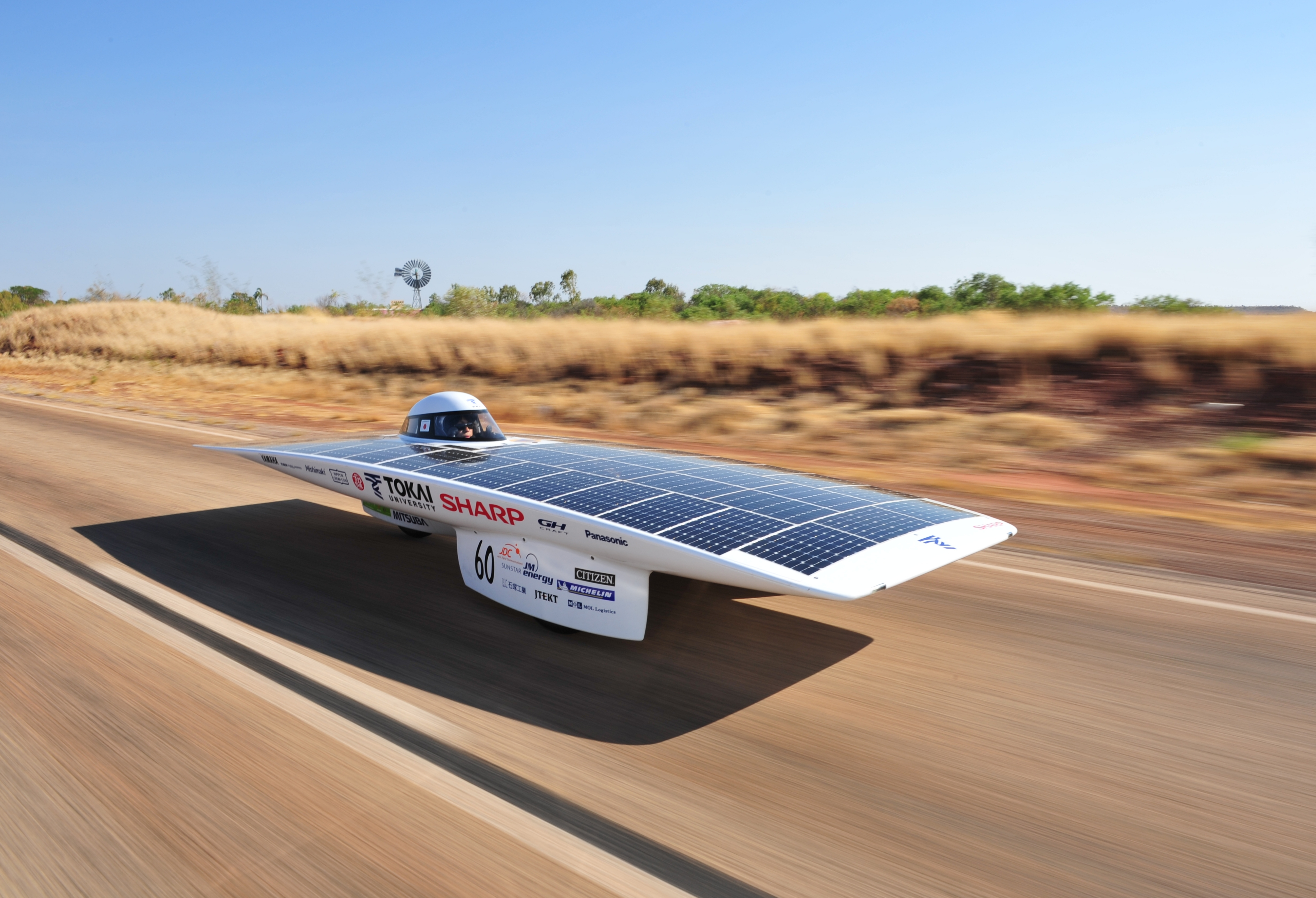
태양광 자동차

태양광 자동차는 태양광에서 얻은 동력으로 움직이는 차이다. 지속가능하고 연료비가 들지 않는다는 장점이 있으나, 기존 태양광 패널의 낮은 효율로 인해 아직까지는 보조동력을 제공하는 차원에서 개발되고 있다.
최초의 태양광 자동차는 1955년 시카고 파워아마 전시회(Chicago Powerama Convention)에서 차체에 태양광 전지판을 단 형태로 제작된 것으로, 이 시카고 전시회는 각종 발명품들을 대중에게 소개하는 자리였다. 다만 이 전기차는 15인치 크기의 프로토타입으로서 제작된 것으로, 1958년이 되어서야 주행이 실제로 가능하다는 것을 보여주기 위해 운전을 할 수 있는 형태로 제작되기 시작했다. 인터내셔널 렉티파이어가 1912년 제작된 베이커 전기차에 10,640개의 단자를 가진 태양광 전지판을 단 것으로 4년 뒤에 이를 공개한 것에 그쳤으나, 1977년 앨라배마 대학교의 에드워드 패서리니(Ed Passerini) 교수가 배터리 없이 태양광만으로 주행하는 3륜 태양광 자동차 블루버드를 제작하였고, 같은 해 도쿄전기대학의 후지타 마사하루 교수가 4륜 태양광 자동차를 제작하여 1980년 공개했다. 최초의 상용 태양광 자동차는 미운 오리새끼(Ugly Duckling)라는 이름의 태양광 자동차로 텔아비브 대학교 공과대학의 아리 브라운스타인이 1976년 제작하였으며 충전식 배터리를 내장하고 있다.
자동차용 태양광 발전 기술은 2010년 이후 상용화되기 시작했으며 단순히 차량 내 전자기기에 전력을 공급하는 것에서 별도 배터리를 장착하지 않고 주행용 배터리에 저장하는 형태로까지 발전했다.
중국의 하너지, 네덜란드의 라이트이어, 독일의 시온 등에서 태양광 자동차의 상용화 계획을 발표하거나 실행에 옮기기도 했으나, 기존의 태양광 패널의 에너지 효율이 낮다는 점이 문제점으로 지목된다. 미국의 전기차 제조업체 테슬라의 경우 자사의 전기차에 태양광 패널을 장착하는 것이 비경제적이라고 판단하고 이를 포기한 바 있다.
자동차에 장착하는 태양광 패널은 자동차의 주 동력이 아니라 보조 동력으로 활용되는데 이를 솔라 시스템(Solar charged system)이라 부른다. 전기차의 배터리를 충전하거나, 내연기관 자동차의 작동을 돕는 형태로 보조동력으로 사용되는 것이다. 내연기관 자동차의 경우 연비를 향상시키고 탄소 규제에 대응하며 연료비를 절감하고자 하는 측면에서 적용되고 있다.

## 갤러리

1955년 대중에게 소개된 최초의 태양광 자동차는 운전을 하기에는 크기가 너무 작았다.

## 같이 보기
- 키트카

## 참고 자료
- “First Solar Car”. 《AutomoStory》.